# Albânia nos Jogos Olímpicos de Inverno de 2010
A Albânia participou dos Jogos Olímpicos de Inverno de 2010, realizados na cidade de Vancouver, no Canadá.
Na segunda aparição do país em Olimpíadas de Inverno, apenas um atleta obteve qualificação aos Jogos. Erjon Tola competiu no esqui alpino.

## Desempenho

### Esqui alpino
Masculino
| Atleta     | Evento         | 1ª corrida | 2ª corrida | Total   | Pos. |
| ---------- | -------------- | ---------- | ---------- | ------- | ---- |
| Erjon Tola | Slalom         | 1:33.94    | 1:09.94    | 2:43.88 | 48°  |
| Erjon Tola | Slalom gigante | 1:27.57    | 1:31.70    | 2:59.27 | 63°  |

Legenda
| Recorde mundial      | Recorde mundial (World record)               |                       | Recorde africano                      | Recorde africano (African) |                                           | Q | Classificado por posição (Qualified) |
| Recorde olímpico     | Recorde olímpico (Olympic record)            | Recorde da América    | Recorde da América (Americas)         | q                          | Classificado por melhor tempo (Qualified) |   |                                      |
| Melhor marca do ano  | Melhor marca do ano (World leading)          | Recorde asiático      | Recorde asiático (Asian)              | DNS                        | Não largou (Did not start)                |   |                                      |
| Recorde nacional     | Recorde nacional (National record)           | Recorde europeu       | Recorde europeu (European)            | DNF                        | Não terminou (Did not finish)             |   |                                      |
| Recorde pessoal      | Recorde pessoal do atleta (Personal best)    | Recorde da Oceania    | Recorde da Oceania (Oceania)          | DSQ / DQ                   | Desclassificado (Disqualified)            |   |                                      |
| Recorde da temporada | Recorde da temporada do atleta (Season best) | Recorde sul-americano | Recorde sul-americano (South America) | NM                         | Sem marca (No mark)                       |   |                                      |